# Ermesinde di Lussemburgo
Ermesinde di Lussemburgo (1080 circa – 24 giugno 1143) è stata contessa di Lussemburgo.

## Biografia
Era una figlia del conte Corrado I di Lussemburgo e di sua moglie Clemenzia d'Aquitania. Dopo la morte di suo nipote Corrado II nel 1136, non c'erano maschi superstiti nella casato delle Ardenne-Verdun e lei ereditò le contee di Lussemburgo e Longwy. Tuttavia, abdicò immediatamente in favore di suo figlio Enrico IV e non regnò mai veramente.
È nota soprattutto perché fece numerose donazioni a chiese e monasteri. Verso la fine della sua vita, si ritirò in un monastero.

### Primo matrimonio
Nel 1096, Ermesinde sposò Alberto di Moha (1065 circa - 24 agosto 1098), conte di Dagsburg, Eguisheim, Metz e Moha, e Vogt di Altorf, al suo secondo matrimonio; in precedenza era stato sposato con Heilwig di Eguisheim. Dal suo primo matrimonio ebbe un figlio di nome Ugo, che gli sarebbe poi succeduto. Alberto ed Ermesinde ebbero due figlie:
- Matilde (morta dopo il 1157), che sposò il conte Folmar di Metz e Hombourg, che nel 1135 fondò l'abbazia di Beaupré;
- Una figlia sconosciuta, che sposò un conte Aiulf, conosciuto solo da un atto del 1124, in cui Ermesinde chiama suo nipote Eberhard "figlio del conte Aiulf".

### Secondo matrimonio
Nel 1109, Ermesinde si risposò con Goffredo I di Namur, il figlio maggiore di Alberto III di Namur. Anche questo era il suo secondo matrimonio; prima era stato sposato con Sibylle di Porcien. Aveva avuto due figlie dal suo primo matrimonio; che terminò con un divorzio nel 1104, quando Sibylle era incinta del suo amante Engelram I di Coucy.
Goffredo ed Ermesinde ebbero i seguenti figli:
- Alberto (morto dopo il 1125);
- Enrico, che fu conte di Lussemburgo come Enrico IV e conte di Namur come Enrico I;
- Clementia di Lussemburgo-Namur, che sposò il duca Corrado I di Zähringen;
- Beatrice de Namur (1115 circa - 1160), che sposò il conte Gunther di Rethel;
- (Adelaide) Alice di Namur (1124 - fine luglio 1169), che sposò il conte Baldovino IV di Hainaut.

## Ascendenza
|                           |                          |                           | Genitori                       |  |  | Nonni |  |  | Bisnonni                |  |  | Trisnonni               |  |
|                           |                          |                           |                                |  |  |       |  |  | Federico di Lussemburgo |  |  | Sigfrido di Lussemburgo |  |
|                           |                          |                           |                                |  |  |       |  |  | Federico di Lussemburgo |  |  | Sigfrido di Lussemburgo |  |
|                           |                          | Edvige di Nordgau         |                                |  |  |       |  |  | Federico di Lussemburgo |  |  |                         |  |
| Giselberto di Lussemburgo |                          |                           |                                |  |  |       |  |  | Federico di Lussemburgo |  |  |                         |  |
|                           |                          | Irmtrud di Wetterau       | Eriberto di Wetterau           |  |  |       |  |  |                         |  |  |                         |  |
|                           |                          | Irmtrud di Wetterau       | Eriberto di Wetterau           |  |  |       |  |  |                         |  |  |                         |  |
|                           |                          | Irmtrud di Wetterau       | Irmtrud di Avalgau             |  |  |       |  |  |                         |  |  |                         |  |
| Corrado I di Lussemburgo  |                          | Irmtrud di Wetterau       |                                |  |  |       |  |  |                         |  |  |                         |  |
|                           |                          | …                         | …                              |  |  |       |  |  |                         |  |  |                         |  |
|                           |                          | …                         | …                              |  |  |       |  |  |                         |  |  |                         |  |
|                           |                          | …                         | …                              |  |  |       |  |  |                         |  |  |                         |  |
| …                         |                          | …                         |                                |  |  |       |  |  |                         |  |  |                         |  |
|                           |                          | …                         | …                              |  |  |       |  |  |                         |  |  |                         |  |
|                           |                          | …                         | …                              |  |  |       |  |  |                         |  |  |                         |  |
|                           |                          | …                         | …                              |  |  |       |  |  |                         |  |  |                         |  |
| Ermesinde di Lussemburgo  |                          | …                         |                                |  |  |       |  |  |                         |  |  |                         |  |
|                           | Guglielmo V di Aquitania | Guglielmo IV di Aquitania |                                |  |  |       |  |  |                         |  |  |                         |  |
|                           | Guglielmo V di Aquitania | Guglielmo IV di Aquitania |                                |  |  |       |  |  |                         |  |  |                         |  |
|                           | Guglielmo V di Aquitania | Emma di Blois             |                                |  |  |       |  |  |                         |  |  |                         |  |
| Guglielmo VII d'Aquitania | Guglielmo V di Aquitania |                           |                                |  |  |       |  |  |                         |  |  |                         |  |
|                           |                          | Agnese di Borgogna        | Ottone I Guglielmo di Borgogna |  |  |       |  |  |                         |  |  |                         |  |
|                           |                          | Agnese di Borgogna        | Ottone I Guglielmo di Borgogna |  |  |       |  |  |                         |  |  |                         |  |
|                           |                          | Agnese di Borgogna        | Ermentrude di Roucy            |  |  |       |  |  |                         |  |  |                         |  |
| Clemenza d'Aquitania      |                          | Agnese di Borgogna        |                                |  |  |       |  |  |                         |  |  |                         |  |
|                           |                          | …                         | …                              |  |  |       |  |  |                         |  |  |                         |  |
|                           |                          | …                         | …                              |  |  |       |  |  |                         |  |  |                         |  |
|                           |                          | …                         | …                              |  |  |       |  |  |                         |  |  |                         |  |
| Ermesinda                 |                          | …                         |                                |  |  |       |  |  |                         |  |  |                         |  |
|                           |                          | …                         | …                              |  |  |       |  |  |                         |  |  |                         |  |
|                           |                          | …                         | …                              |  |  |       |  |  |                         |  |  |                         |  |
|                           |                          | …                         | …                              |  |  |       |  |  |                         |  |  |                         |  |
|                           |                          | …                         |                                |  |  |       |  |  |                         |  |  |                         |  |